# Ludmiła Janowska
Ludmiła Janowska z d. Burdzy (ur. 23 grudnia 1954 w Chodorowie na Ukrainie) – polska koszykarka, reprezentantka kraju.
Wychowanka Polonii Bytom, następnie zawodniczka Polonii Warszawa, z której w 1977 roku trafiła do Łódzkiego Klubu Sportowego. Z klubem tym trzy razy sięgnęła po mistrzostwo Polski (1982, 1983 i 1986).
W reprezentacji Polski wystąpiła 168. razy. Dwukrotnie (1980, 1981) zdobyła srebrne medale mistrzostw Europy. W pierwszym z tych turniejów, rozgrywanym w jugosłowiańskiej (dziś: Bośnia i Hercegowina) miejscowości Banja Luka, została wybrana najlepszą rozgrywającą imprezy. Wystąpiła także w ME w 1985, które Polki zakończyły na szóstym miejscu.